# Liste der Naturdenkmale in Asbach (Westerwald)
Die Liste der Naturdenkmale in Asbach nennt die im Gemeindegebiet von Asbach ausgewiesenen Naturdenkmale (Stand 9. Oktober 2013).

## Naturdenkmale
| Nr.         | Bezeichnung | Lage                                       | Beschreibung  | Bild                                    |
| ----------- | ----------- | ------------------------------------------ | ------------- | --------------------------------------- |
| ND-7138-375 | Eiche       | Krumscheid, Lenzenstraße, bei Nr. 17 Lage  | Quercus sp.   | Direkt Bild zu diesem Denkmal hochladen |
| ND-7138-378 | Eiche       | Germscheid, Bonner Straße, bei Nr. 53 Lage | Quercus sp.   | Direkt Bild zu diesem Denkmal hochladen |
| ND-7138-379 | Stieleiche  | Bennau, In der Bennau, bei Nr. 18a Lage    | Quercus robur | Direkt Bild zu diesem Denkmal hochladen |